# 本庄 (神戸市)
本庄（ほんじょう）は摂津国菟原郡の現在で言う兵庫県神戸市東灘区東部から芦屋市西部にかけて存在した荘園。今日、本庄地域と言えば旧・本庄村域である青木、北青木、深江北町、深江本町、深江南町、深江浜町、本庄町を指すが、本来の本庄（本荘）は田辺・北畑・小路・中野・森（後の本山村域）・三条・津知（現・芦屋市域）・深江・青木の九ヶ村から構成され、本庄村となったのはそのうちの深江と青木それに山路荘（やまじのしょう）の西青木村の三ヶ村である。北を本山地域、西を魚崎地域、東を芦屋市と隣り合う。

## 地理

### 地勢
西の住吉川東の芦屋川という2つの天井川に挟まれた河成低地地帯で、『本庄村史』ではこれを本庄低地と呼んでいる。
東側に高橋川西側に天上川という2つの水系を有するが、これらは先述の二つの天井川よりも扇状地は貧弱である。高橋川については特筆すべき事に人為的に河流を曲げて西から東に流す事で条里制に対応した「横川」と呼ばれる区間があり、現在では要玄寺川1本であるが、改修で区間が短くなる以前は複数の川筋を横川に吸収して、六甲の急斜面を流れ抜けるこのあたりの河川にしては不自然な程下流で支流を合流させている。
南は大阪湾であり、高橋川河口に位置する芦屋川と住吉川の作る扇状地に挟まれて凹んだ海岸線をしており、遠浅な海域は漁港としても栄えた。現在では工業化が進み、沖に造成された人工島神戸東部第四工区（深江浜町）には工場が立ち並ぶ。
北の現在本山町となっている六甲山はその最高峰も含め本庄九ヶ村の所有していた本庄山である。この山は神戸市の背山市有化政策により買い上げられ、北西端の一部は灘区六甲山町北六甲1314番地へ移管されている。

### 区域
本山村、芦屋市となった村については詳説を譲り、以下は旧本庄村の各大字の状況を記す。

#### 深江
深江北町、深江本町、深江南町と人工島の深江浜町、そして国道2号以南を本山町森・中野と合わせてまとめた本庄町からなる。
古くは灘五郷中の魚崎郷に属する酒造地にして、海岸深く入り江を為す漁港であった。
しかし、浜は遠浅で船の停泊には向かなかった。この浜は琴の浦と呼ばれる土地の一つであり、津守が設けられ、明治13年頃まで浦役場があった。米穀、薪墨、小麦、素麺の集散地として明治には青木と合わせて五十石ないし百石船が二十余あったが、これらの産業が衰退して、大正10年には深江1隻・青木2隻となっている。
海岸から山麓までの南北路を経て六甲山を経由して有馬まで続く道を魚屋道（ととやみち）といって、江戸時代に魚屋が通った。
旧神楽新田（神楽町）の深江文化村など須磨や塩屋ほどでないにせよ白人の居住が多かった。
戦後は金属機械工業とその関連工場が増加すると共にアパートやマンションが建設されて住宅と工場の混在する地区となった。砂浜だった海岸線は埋立てられ、昭和39年（1964年）から昭和45年（1970年）までの間に埋立地神戸市東部第4工区（1,224m2）を造成し神戸市中央卸売市場東部市場、新神戸大プール、野球場などの施設が作られた。

#### 青木
青木と北青木の東部3分の2の地域。
「おうぎ」と呼んでいるが正しくは「おおぎ」で、旧仮名遣いでは文字通りに「あをぎ」とつづり「オーギ」と読ませる。
地名の由来は保久良神社の祭神椎根津彦神が青亀（おうぎ）の背にのり流れ着いたという伝説によるという。

#### 西青木
『摂陽群談』に言う「東西二村」のうちの西側の村であり、二つの荘園に分かたれた青木村の山路荘側がこれに当たる。
本山南町にある福池小学校の名前の由来となった福池は、西青木の最北端にある福池または福井池と呼ばれた溜め池である。

## 歴史
- 本庄地域（東灘区東南部）では深江北町の小路大町遺跡（弥生）、北青木遺跡（弥生・集落跡）、深江北町遺跡（弥生・集落・墓地跡）、本庄町遺跡（縄文～鎌倉・集落跡）が発見されている。
- 律令制においてこの地域は菟原郡の葦原郷ないし葦屋郷と呼ばれた郷に属した。
- 正和4年（1315年）、兵庫島の関所を巡る六波羅北方探題北条時敦の使い襲撃事件で本庄の入道五郎・大蔵丞ら8名逮捕。両人には悪党関所と注記。（「籠置悪党交名注進状案」東大寺文書）
- 応仁元年（1467年）7月、応仁の乱において西軍方の大内政弘が兵庫津に上陸し、8月3日、本庄山にて細川軍と交戦（同10月10日「大内政弘感状」三浦家文書）。
- 永正8年（1511年）5月、鷹尾城（現・芦屋市域）主瓦林正頼の舎弟らが「本城」に討ち入り、家屋を破却、寺庵70余を壊して退却。（瓦林正頼記）
- 天文24年（1555年）頃から芦屋荘・西宮社家郷と境界論争が勃発、永禄3年（1560年）11月11日には「三好長康裁判状」（吉田善八郎氏所蔵文書）が出されるも、江戸時代にまで争いは続き、寛延3年（1750年）裁判で決着。これが現在の神戸・芦屋・西宮3市の表六甲における境界となった。
- 近世～近代にかけての主な産業は農業・漁業・素麺製造・酒造。特に酒造は焼酎作りが盛んで、魚崎や御影から原料となる清酒を入手した。酒税が見直されて酒造が振るわなくなると酢や味醂の醸造に切り替わり、愛知からマルカンの本社工場が移転してきて酒蔵を再利用し、昭和63年（1988年）六甲アイランドへ移転するまで深江を拠点とした。
- 明治に入り兵庫県第六区に属し、郡区町村編制法施行後、明治13年（1880年）7月1日、連合戸長役場制によって深江村には深江外三ヶ村戸長役場が置かれ深江・芦屋・津知・三条が深江組として1人の戸長を有した。一方青木・西青木は魚崎・横屋と共に魚崎外三ヶ村戸長役場の管轄する魚崎組となった。また森・中野・北畑・田辺・小路は旧・山路荘の田中に戸長役場を置き田中組となった。
- 明治22年（1889年）町村制施行により深江・青木・西青木の3ヶ村が合併されて菟原郡本庄村となった。一方森・中野・北畑・田辺・小路・田中・岡本・野寄の8ヶ村は本山村（村名は本庄と山路の複合地名）となり、芦屋・津知・三条・打出の4ヶ村は精道村（後の芦屋市）となった。1896年（明治29年）には菟原郡は武庫郡に編入された。
- 阪神電鉄の開通により本庄村も宅地化が進み阪神間モダニズムを担った。
- 昭和9年（ 1934年）9月21日、室戸台風の直撃を受け、深江周辺が冠水。海岸付近の漁師の家は全て流出するなど大きな被害を出した[3]。
- 昭和25年（1950年）10月10日、本庄村と本山村は神戸市と合併した。合併は難航し、伝統的に芦屋と関係が深く、行政面では3市村で芦屋警察事務組合を作り、共同の自治体警察を有していた。これら2村では芦屋との合併を望む声も大きかった。本山では神戸合併賛成派は僅差で勝ち村長や議員の解職請求も失敗した。本庄でも村会解散請求署名が行われるも住民投票を行うのに充分な数は集まらず、この過程で6人が村会議員を辞職した。旧・本庄村の村有財産は深江・青木・西青木の各財産区へ引き継がれた。
- 戦後は臨海工業地域として復興計画が立てられ、宅地化と工業化が同時に進行した。合併直前の昭和25年7月1日、本庄第1～4工区の区画整理が完了し137.0haの町名が変更された。海岸は埋立てられ、深江沖に人工島が作られた。この神戸東部第四工区（深江浜町）は昭和39年度から45年度にわたり113億円の工費で須磨区の高倉山（現・高倉台）を崩して1,727万m3の土砂を空中コンベヤーと土運船で運び込んで造成された。

## 公共施設

### 教育
- 神戸市立東灘のぞみ幼稚園
- 私立青い鳥学園第1幼稚園
- 私立青い鳥学園第2幼稚園
- 神戸市立本庄小学校
- 神戸市立東灘小学校
- 神戸市立本庄中学校
- 兵庫県立東灘高等学校
- 神戸大学 海事科学部（旧・神戸商船大学）

### 交通

#### 鉄道
- 阪神電鉄 本線
  - 深江駅
  - 青木駅

#### 道路
東西
- 阪神高速道路
  - 3号神戸線：深江出入口
  - 5号湾岸線：深江浜出入口
- 国道2号
- 国道43号
- 鳴尾御影線

南北
- 神戸市道青木幹線
- 神戸市道商船学校線
- 神戸市道本庄本山線
- 神戸市道深江幹線